# 슬리피 할로우 (드라마)
슬리피 할로우(Sleepy Hollow)는 2013년 9월 16일부터 2017년 3월 31일까지 폭스에서 방영한 드라마이다.